# Kiarash Anvari
Kiarash Anvari (en persan : کیارش انوری), né le 16 novembre 1977 à Téhéran, est un cinéaste iranien.
Il est diplômé en études cinématographiques à l'université de Provence.

## Filmographie

### Acteur
- 2004 : Creed

### Éditeur
- 2005 : An Abstract Expression
- 2003 : Man pak konande-h hastam!

### Producteur
- 2006 : Duet
- 2005 : An Abstract Expression
- 2003 : Man pak konande-h hastam!

### Réalisateur
- 2006 : Duet
- 2005 : An Abstract Expression
- 2003 : Man pak konande-h hastam!
- 2001 : ...Va man dar khoshbakhti-e shirin be donya amadam!

### Scénariste
- 2007 : Féminin, masculin
- 2006 : Duet
- 2005 : An Abstract Expression
- 2003 : Man pak konande-h hastam!
- 2001 : ...Va man dar khoshbakhti-e shirin be donya amadam!